# Deep Turtle
Deep Turtle was een Finse band die actief was in de periodes 1990–1996 en 2002–2003.

## Overzicht
Deep Turtle werd in 1990 opgericht in Pori. De muziek is een kruisbestuiving tussen hardcore punk, jazz-harmonieën en latin-ritmes met progrock invloeden. De stijl wordt soms als jazzcore omschreven, met in de nummers vaak een mengeling tussen zachte jazztonen en harde punk-fragmenten. De meestal onverstaanbare teksten zijn geschreven in het Engels en het Spaans. 
De groep wordt soms vergeleken met groepen als NoMeansNo en de Cardiacs. Deep Turtle heeft zelfs een nummer dat Cardiako heet. 
De groep splitte in 1996 maar kwam terug samen in 2002. Door de aanhoudende problemen met tinnitus moest drummer Mikko Erjossaari de groep verlaten waarna de andere bandleden besloten er definitief mee op te houden.
Deep Turtle schreef Finse rockgeschiedenis door de eerste Finse band te zijn die door de BBC werd uitgenodigd om Peel-sessies op te nemen. John Peel zelf was echter niet bij die sessie aanwezig en de groep heeft hem nooit ontmoet.

## Bezetting
Het trio kende steeds dezelfde bezetting:
- Pentti Dassum - gitaar, zang
- Tapio Laxström - bass
- Mikko Erjossaari  - drums

## Opnames
Op de Peel-sessies na werden alle opnames door de band zelf verzorgd, waardoor de opnamekwaliteit varieert.
- Deep Turtle 7" ep (1991)
- Snakefish 7" ep (1992)
- Satanus Uranus Tetanus 7" ep (1993)
- Ghoti 7" ep (gedeelde ep met Uhrilampaat (1993)
- Riva! 2 x 7" ep (1993)
- There's A Vomitsprinkler In My Liverriver lp (1994)
- John Peel Sessions ep/MCD (1994)
- Rip-Off Dokumento cd (1995) - compilatie van de eerste vier ep's met enkele bonustracks.
- Tungo/Born to Search Cheese 7" single (1995)
- Flutina 7" ep (1996)

- Tutina! MCD (2002) - heruitgave van Tungo en Flutina op één schijf.
- VT/DT 7" gedeelde ep met Valse Triste (2003)
- Turkele! MCD (2003)